# Supercuts
Supercuts es un programa de televisión de Canal+ que emite mash ups y vídeos virales de internet.

## Formato
Supercuts es un programa semanal en donde, de forma desenfadada, se emiten los mejores "supercuts", "mash ups", "remixes" y videos virales encontrados en la red. 
Los "supercuts" en sí son vídeos que a partir de fragmentos de series o películas reeditados por sus fanes, sacados de contexto o tematizados, viven en la red en forma de piezas divertidas, originales y virales. Una especie de recopilación de un gran número de pequeños clips de video, mostrando generalmente ejemplos de una acción o una frase repetida o cliché de películas o programas.
Además el usuario puede interactuar subiendo, compartiendo y comentando estos videomontajes a través de la página web oficial del programa.

## Presentadores
Está presentado por Manu Piñón (jefe de sección y redactor de la revista especializada Cinemanía) y Gabri Calzado (cómico y redactor de la revista especializada Fotogramas).